# Peltogaster senegalensis
Peltogaster senegalensis is een krabbezakjessoort uit de familie van de Peltogastridae. De wetenschappelijke naam van de soort is voor het eerst geldig gepubliceerd in 1911 door Guérin-Gavinet.